# Fekete Ádám (dramaturg)
Fekete Ádám (Budapest, 1991. október 25. –) Junior Prima díjas magyar dramaturg, színész, rendező.

## Életpályája
Születésekor oxigénhiány lépett fel, ezért mozgássérült lett. Tízéves koráig Budapesten élt, majd családjával Etyekre költöztek. A Madách Imre Gimnáziumban érettségizett 2010-ben, járt Földessy Margit stúdiójába is. 2010–2015 között a Színház- és Filmművészeti Egyetem dramaturg szakán tanult.
A YouTube-on Tajgetosz show címen saját műsora volt. Kőszínházakban és alternatív színházakban is dolgozik. 2020-ig tanított a Színház- és Filmművészeti Egyetemen. A 2020-as egyetemfoglalás aktív résztvevője volt.

## Filmes és televíziós szerepei
- Tiszta szívvel (2016) ...Barba papa
- Egynyári kaland (2019) ...Roland
- Egy másik életben (2019) ...Viktor

## Könyvei
- Fanyar nappalok a tokhal-tapétás szobában; Magvető, Budapest, 2018 (Időmérték)

## Díjai, elismerései
- Junior Prima díj (2012)[11]
- Szép Ernő-díj (2016)
- Petri György-díj (2018)